# Elijah Thomas
Elijah Thomas (Dallas, Texas, 10 de octubre de 1996) es un baloncestista estadounidense que pertenece a la plantilla del Al Ahli Manama de la Zain League de Baréin. Con 2,06 metros de estatura, juega en la posición de ala-pívot.

## Trayectoria deportiva

### Universidad
Es un ala-pívot formado a caballo entre Texas A&M Aggies en el que jugó durante la temporada 2015-16, hasta que en 2016 ingresó en la Universidad Clemson en Carolina del Sur, para jugar durante tres temporadas en los Clemson Tigers.

### Profesional
Tras no ser elegido en el Draft de la NBA de 2019, jugaría 3 encuentros de la Liga de Verano de la NBA con los Charlotte Hornets. 
El 18 de julio de 2019, firmó su primer contrato profesional con Wonju DB Promy de la Liga Coreana de Baloncesto, pero no llegó a debutar con el conjunto coreano. 
El 12 de enero de 2020, Thomas firma un contrato por el Larisa B.C. de la A1 Ethniki. En cinco partidos, promedió 6.4 puntos y 4.2 rebotes por encuentro.
El 2 de enero de 2021, firma por el Kiev-Basket de la Superliga de Ucrania.
El 22 de enero de 2021, abandona el club ucraniano y firma por el Bnei Herzliya de la Ligat ha'Al (baloncesto) israelí.
El 25 de octubre de 2021, Thomas se unió a los Windy City Bulls después de una prueba exitosa.
En junio de 2022 jugó con los Titanes del Distrito Nacional en la Liga Nacional de Baloncesto de la República Dominicana y al mes siguiente pasó a las filas de los Gladiadores de Anzoátegui de la Superliga Profesional de Baloncesto de Venezuela.